# Чемпіонат світу з легкої атлетики 2022 — естафетний біг 4×400 метрів (змішаний)
Змагання з естафетного бігу 4×400 метрів серед змішаних команд (у складі двох чоловіків та двох жінок кожна) на Чемпіонаті світу з легкої атлетики 2022 в Юджині відбулись 15 липня на стадіоні «Гейворд Філд».

## Напередодні старту
Основні рекордні результати на початок змагань:
| WR | США Вілберт Лондон Еллісон Фелікс Кортні Около Майкл Черрі           | 3.09,34 | Доха   | 29 вересня 2019 |
| CR | США Вілберт Лондон Еллісон Фелікс Кортні Около Майкл Черрі           | 3.09,34 | Доха   | 29 вересня 2019 |
| WL | Куба Ліснейді Вейтія Ласаро Родрігес Рохана Гомес Леонардо Кастільйо | 3.18,00 | Гавана | 19 червня 2022  |

## Результати

### Забіги
Умови кваліфікації до наступного раунду: перші три команди з кожного забігу (Q) та дві найшвидших за часом з тих, які посіли у забігах місця, починаючи з третього (q).
| 1  | 1 | США                      | Елайджа Годвін         | Кеннеді Саймон     | Вернон Норвуд        | Вейдлайн Джонатас      | 3.11,75 | Q WL |
| 2  | 1 | Нідерланди               | Лімарвін Боневасія     | Ліке Клавер        | Тоні ван Діпен       | Евелін Салберг         | 3.12,63 | Q SB |
| 3  | 2 | Домініканська Республіка | Лідіо Андрес Феліс     | Фіордаліса Кофіль  | Алехандер Огандо     | Марілейді Пауліно      | 3.13,22 | Q SB |
| 4  | 1 | Польща                   | Каєтан Душинський      | Іга Баумгарт-Вітан | Кароль Залевський    | Юстина Швенти-Ерсетиць | 3.13,70 | Q SB |
| 5  | 2 | Ірландія                 | Крістофер О'Доннелл    | Софі Бекер         | Джек Рафтері         | Расідат Аделеке        | 3.13,88 | Q SB |
| 6  | 1 | Італія                   | Лоренцо Бенаті         | Айоміде Фолорунсо  | Браян Лопес          | Аліче Манджоне         | 3.13,89 | q SB |
| 7  | 2 | Ямайка                   | Деміш Гей              | Ронейша Мак-Грегор | Карайм Бартлі        | Тіффані Джеймс         | 3.13,95 | Q SB |
| 8  | 1 | Нігерія                  | Самсон Натані          | Пейшенс Джордж     | Дубем Амене          | Імаобонг Уко           | 3.14,59 | q SB |
| 9  | 1 | Велика Британія          | Джозеф Браєр           | Зої Кларк          | Алекс Гейдок-Вілсон  | Лавіай Нільсен         | 3.14,75 | SB   |
| 10 | 1 | Бельгія                  | Александер Дом         | Камілль Лаус       | Крістіан Ігуасель    | Елена Понетт           | 3.16,01 | SB   |
| 11 | 2 | Іспанія                  | Іньякі Каньяль         | Сара Галлего       | Оскар Усільйос       | Єва Сантідріан         | 3.16,14 | SB   |
| 12 | 2 | Німеччина                | Патрік Шнайдер         | Корінна Шваб       | Марвін Шлегель       | Аліка Шмідт            | 3.16,80 | SB   |
| 13 | 1 | Японія                   | Накадзіма Юкі          | Мацумото Нанако    | Івасакі Рюкі         | Кобаясі Маю            | 3.17,31 | SB   |
| 14 | 2 | Бразилія                 | Дуглас Ернандес Мендес | Тіффані Марінью    | Вітор Уго де Міранда | Табата Віторіну        | 3.18,19 | SB   |
| 15 | 2 | Багамські Острови        | Бредлі Дормеус         | Меган Мосс         | Алонзо Расселл       | Донейша Андерсон       | 3.19,73 | SB   |
|    | 2 | ПАР                      |                        |                    |                      |                        | DNS     |      |

### Фінал
| 1 | Домініканська Республіка | Лідіо Андрес Феліс  | Марілейді Пауліно      | Алехандер Огандо  | Фіордаліса Кофіль  | 3.09,82 | WL NR |
| 2 | Нідерланди               | Лімарвін Боневасія  | Ліке Клавер            | Тоні ван Діпен    | Фемке Бол          | 3.09,90 | NR    |
| 3 | США                      | Елайджа Годвін      | Еллісон Фелікс         | Вернон Норвуд     | Кеннеді Саймон     | 3.10,16 | SB    |
| 4 | Польща                   | Кароль Залевський   | Юстина Швенти-Ерсетиць | Каєтан Душинський | Наталя Качмарек    | 3.12,31 | SB    |
| 5 | Ямайка                   | Деміш Гей           | Тіффані Джеймс         | Карайм Бартлі     | Стейсі Енн Вільямс | 3.12,71 | SB    |
| 6 | Нігерія                  | Самсон Натані       | Імаобонг Уко           | Дубем Амене       | Пейшенс Джордж     | 3.16,21 |       |
| 7 | Італія                   | Лоренцо Бенаті      | Айоміде Фолорунсо      | Браян Лопес       | Аліче Манджоне     | 3.16,45 |       |
| 8 | Ірландія                 | Крістофер О'Доннелл | Софі Бекер             | Джек Рафтері      | Шарлін Модслі      | 3.16,86 |       |

## Відео
- USA lead qualification for the mixed 4x400m relay на YouTube
- Insane finish for mixed 4x400m relay final на YouTube